# Österreichische Judo-Damen-Mannschaftsmeisterschaft 2006
Die Österreichische Judo-Damen-Mannschaftsmeisterschaft 2006 ermittelte zum 25. Mal den Österreichischen Mannschaftsmeisters im Judo. Sie wurde vom Österreichischen Judoverband ausgetragen. Sieger war zum 1. Mal der Vereinsgeschichte der Union Graz.

## Tabelle
| Position | Mannschaft        | Ort               | Bundesland     | Quelle |
| -------- | ----------------- | ----------------- | -------------- | ------ |
| 1        | Union Graz        | Graz              | Steiermark     | [ 2 ]  |
| 2        | Samurai Wien      | Leopoldstadt      | Wien           | [ 2 ]  |
| 3        | JZ Wels           | Wels              | Oberösterreich | [ 2 ]  |
| 3        | UJZ Mühlviertel   | Niederwaldkirchen | Oberösterreich | [ 2 ]  |
| 5        | JU Pinzgau        | Rauris            | Salzburg       | [ 2 ]  |
| 5        | SV Gallneukirchen | Gallneukirchen    | Oberösterreich | [ 2 ]  |

Stand: 2025-03-15